# Friedrich Radermacher
Friedrich Radermacher (* 14. April 1924 in Düren; † 28. November 2020) war ein deutscher Komponist und Hochschullehrer.

## Leben
Nach Studien am Konservatorium Aachen und an der Rheinischen Musikschule in Köln, in den Fächern Violine und Komposition, lehrte Radermacher ab 1952 an der Kölner Musikhochschule. Von 1976 bis zu seiner Pensionierung im Jahr 1986 war er deren stellvertretender Rektor. Seither widmete er sich vermehrt dem Komponieren. Er schrieb unter anderem mehrere Jugendopern, wovon es Der Esel von Dinkelsbühl zu besonderer Beliebtheit brachte.

## Einzelbelege
1. ↑  Kölner Musikhochschule trauert um Prof. Friedrich Radermacher (Memento des Originals vom 18. Januar 2021 im Internet Archive)  Info: Der Archivlink wurde automatisch eingesetzt und noch nicht geprüft. Bitte prüfe Original- und Archivlink gemäß Anleitung und entferne dann diesen Hinweis., HfMT Köln vom 8. Dezember 2020, abgerufen am 21. Februar 2021.
2. ↑  wirtrauern.de vom 5. Dezember 2020: diverse Traueranzeigen, abgerufen am 16. April 2023

| Personendaten    | Personendaten          |
| ---------------- | ---------------------- |
| NAME             | Radermacher, Friedrich |
| KURZBESCHREIBUNG | deutscher Komponist    |
| GEBURTSDATUM     | 14. April 1924         |
| GEBURTSORT       | Düren                  |
| STERBEDATUM      | 28. November 2020      |